# East Wenatchee
East Wenatchee és una població dels Estats Units a l'estat de Washington. Segons el cens del 2008 Arxivat 2011-06-08 a Wayback Machine. tenia 11.570 habitants.

## Demografia
Segons el cens del 2000, East Wenatchee tenia 5.757 habitants, 2.295 habitatges, i 1.569 famílies. La densitat de població era de 954 habitants per km².
Dels 2.295 habitatges en un 34,1% hi vivien nens de menys de 18 anys, en un 52,8% hi vivien parelles casades, en un 11,4% dones solteres, i en un 31,6% no eren unitats familiars. En el 26,3% dels habitatges hi vivien persones soles el 9,9% de les quals corresponia a persones de 65 anys o més que vivien soles. El nombre mitjà de persones vivint en cada habitatge era de 2,48 i el nombre mitjà de persones que vivien en cada família era de 2,98.
Per edats la població es repartia de la següent manera: un 26,9% tenia menys de 18 anys, un 8,8% entre 18 i 24, un 26,1% entre 25 i 44, un 22,1% de 45 a 60 i un 16,1% 65 anys o més.
L'edat mediana era de 37 anys. Per cada 100 dones de 18 o més anys hi havia 88 homes.
La renda mediana per habitatge era de 34.919 $ i la renda mediana per família de 41.518 $. Els homes tenien una renda mediana de 37.629 $ mentre que les dones 24.875 $. La renda per capita de la població era de 17.876 $. Aproximadament el 13,4% de les famílies i el 16,5% de la població estaven per davall del llindar de pobresa.

## Poblacions més properes
El següent diagrama mostra les poblacions més properes.